# (35197) Longmire
(35197) Longmire (1994 LH) – planetoida z pasa głównego asteroid okrążająca Słońce w ciągu 4,36 lat w średniej odległości 2,67 j.a. Odkryta 7 czerwca 1994 roku.